# Inzigkofen
Inzigkofen est une commune allemand du Bade-Wurtemberg dans l'arrondissement de Sigmaringen.

## Géographie

### Situation géographique
Inzigkofen est situé au bord sud-ouest du Jura souabe (en allemand Schwäbische Alb), sur la rive droite (sud) du Danube, dans le Naturpark Obere Donau et trois kilomètres à l'ouest de Sigmaringen.

### L'organisation de la commune
La commune se compose de Inzigkofen et des quartiers Vilsingen, Dietfurt et Engelswies.
| Armoiries  | Villages                  | Habitants | Superficie |
| ---------- | ------------------------- | --------- | ---------- |
| Inzigkofen | Inzigkofen (chef-lieu)    | 1388      | 931 ha     |
| Engelswies | Engelswies                | 631       | 749 ha     |
| Vilsingen  | Vilsingen (avec Dietfurt) | 832       | 1196 ha    |

## Archéologie, culture et monuments

### Archéologie
La découverte d'une tombe de chambre unique avec trois squelettes du VIIe siècle après Jésus-Christ sur une place de culte d'âge de bronze au-dessus du Danube à Inzigkofen, où était la découverte d'un dépôt du XIe siècle avant Jésus-Christ avec huit faucilles de bronze, une dent d'un verrat et une coquille d'une limace du Mer du Nord.

### Monuments

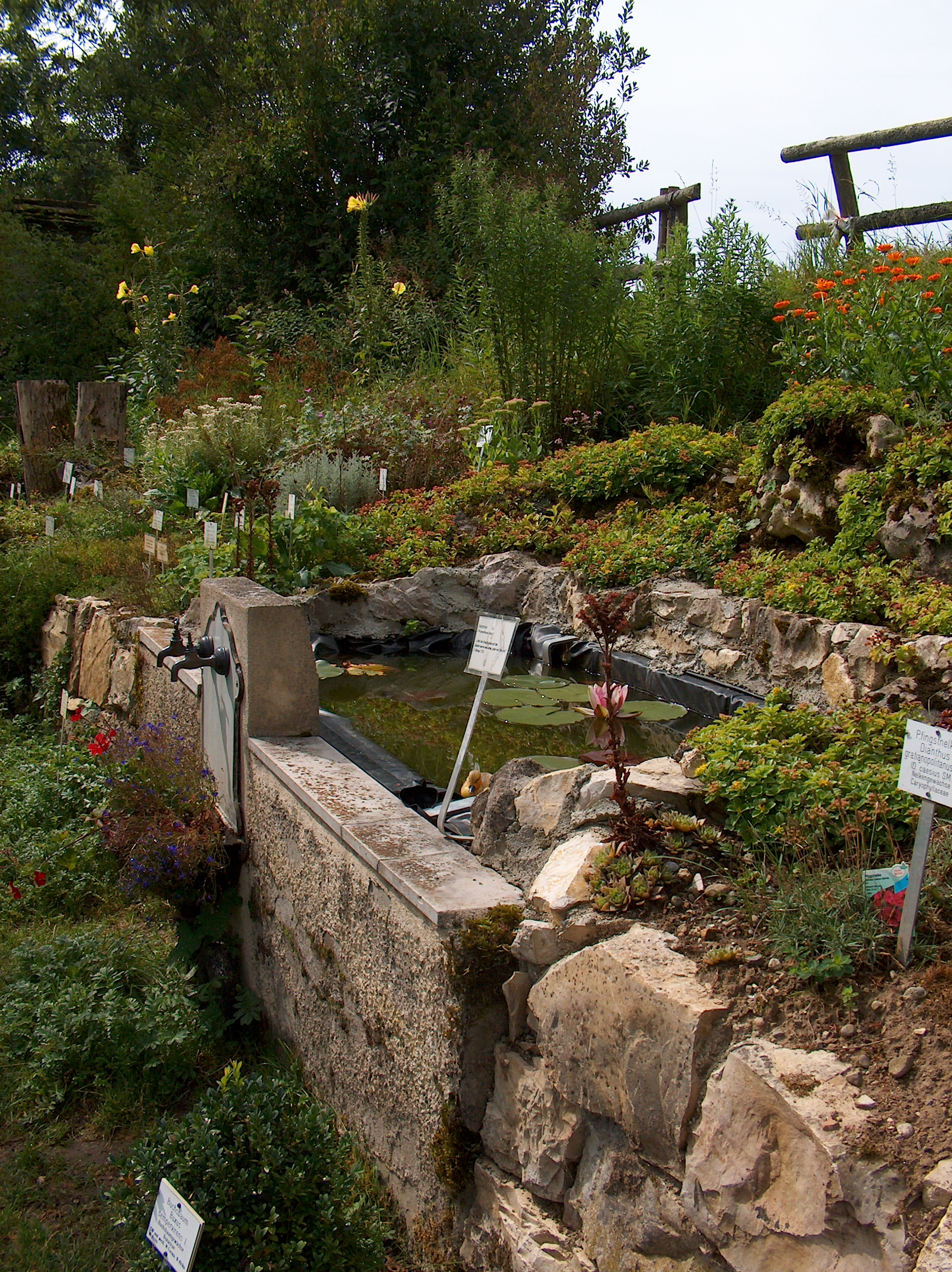
Le jardin des herbes du monastère

- Le jardin des herbes du monastère (Klosterkräutergarten)
- L'ancien couvent augustinien
- Klosterkirche Inzigkofen, construit 1780 par Christian Großbayer, Haigerloch

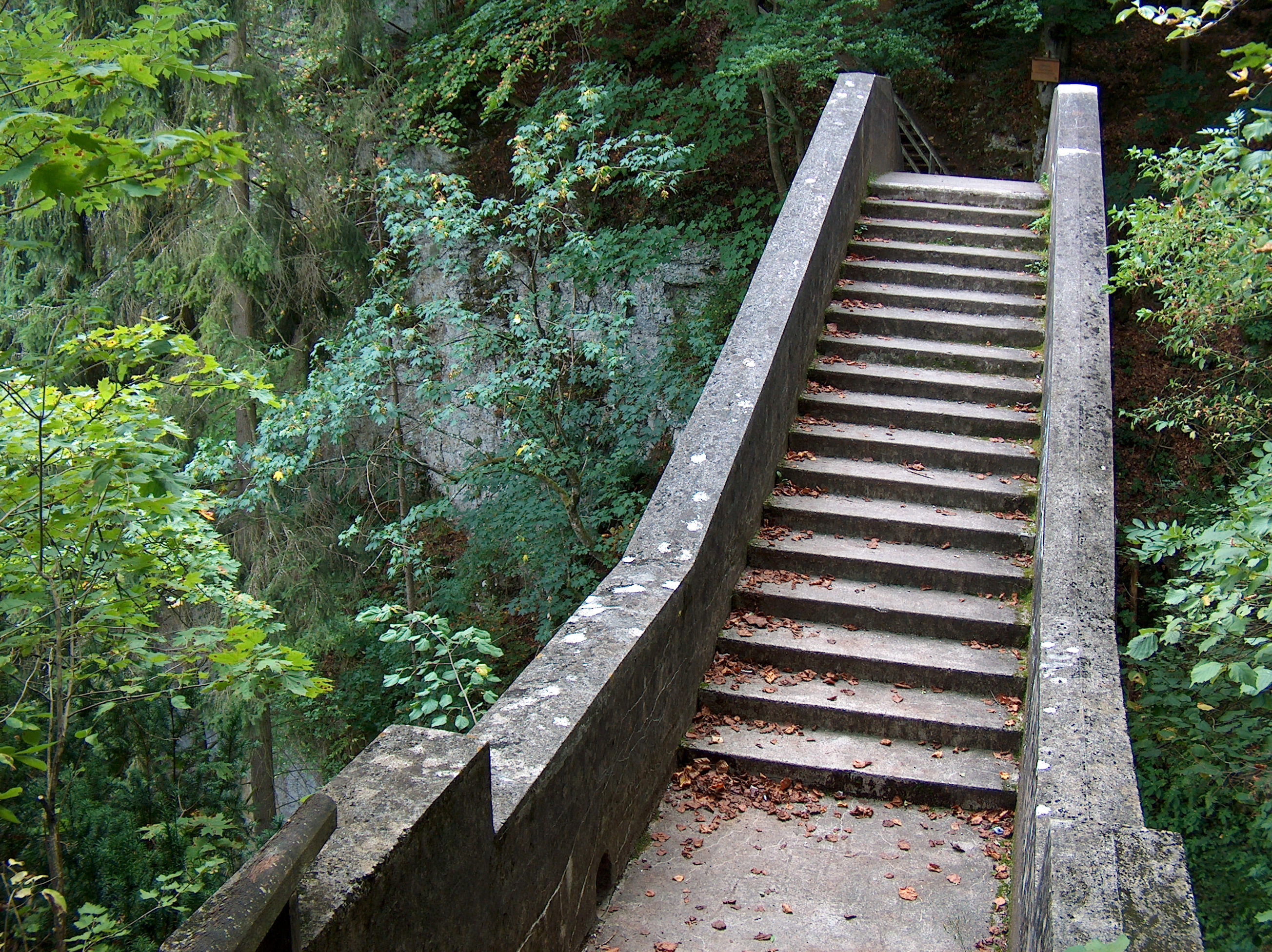
Le pont de diable (Teufelsbrücke) à Inzigkofen

- Teufelsbrücke Inzigkofen dans le Parc princier à Inzigkofen

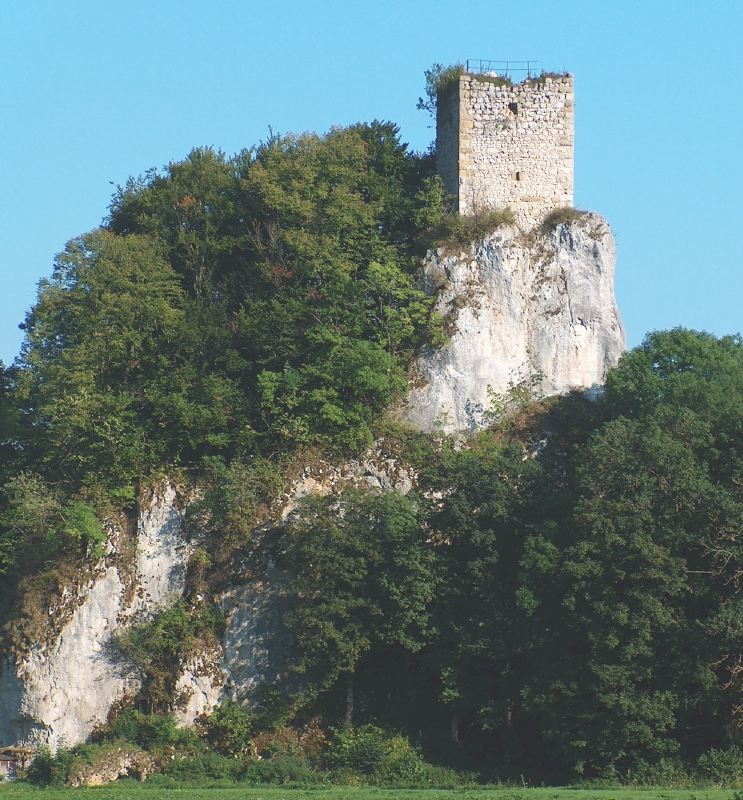
La célèbre ruine du burg Dietfurt

- Château de Dietfurt

## Personnalité
Lieu de naissance de Marie de Hohenzollern-Sigmaringen, épouse du prince Philippe de Belgique, comte de Flandre, frère du roi Léopold II des Belges. Elle est la mère du roi Albert Ier des Belges et l'arrière-grand-mère de feu le roi Baudouin Ier et l'actuel roi Albert II.
Anton Vögtle (1910 - 1996), ne à Vilsingen, théologien